# Zaur Barin
Zaur Barin (arab. زور بعرين) – wieś w Syrii, w muhafazie Hama. W 2004 roku liczyła 164 mieszkańców.